# Neoeurys
Neoeurys – rodzaj błonkówek z rodziny Pergidae.

## Zasięg występowania
Przedstawiciele tego rodzaju występują w Australii.

## Systematyka
Do  Neoeurys zaliczanych jest 20 gatunków:

- Neoeurys affinis
- Neoeurys aurora
- Neoeurys brevivalvis
- Neoeurys carbonarius
- Neoeurys caudatus
- Neoeurys erectus
- Neoeurys evansi
- Neoeurys fuscus
- Neoeurys inconspicuus
- Neoeurys leai
- Neoeurys leptocoleum
- Neoeurys metallicus
- Neoeurys niger
- Neoeurys pusillus
- Neoeurys scutellatus
- Neoeurys tasmanicus
- Neoeurys trochilus
- Neoeurys turneri
- Neoeurys variabilis
- Neoeurys ventralis